# El Correo de Zamora (1897-1992)
El Correo de Zamora fue un periódico editado en la ciudad española de Zamora entre 1897 y 1992.

## Historia
Aparecido el 1 de febrero de 1897 como «diario católico tradicionalista», contaba con cuatro páginas con unas dimensiones de 52 x 35. Su director propietario era N. Vázquez, y sucesivamente, en sus inicios, habría sido dirigido por M. Barrios y Constancio Arias Rodríguez. En el puesto de redactor jefe se encontró en estos primeros años el nombre de Aurelio Alonso, además de contarse entre sus firmas la de Gil Robles. En 1915 se publicaba en cuatro páginas de 43 x 60, a seis columnas, impreso en la tipografía San José. Se trató de un periódico de ideología tradicionalista. Durante la dictadura franquista absorbió sucesivamente a las cabeceras Heraldo de Zamora, en 1942, e Imperio, en 1963, tras lo cual pasó a formar parte de la Cadena de Prensa del Movimiento. Durante un breve tiempo se denominó El Correo de Zamora-Imperio.
En 1992 fue comprado por Prensa Ibérica (editora catalana propietaria de La Opinión de Zamora), que fusionó ambas cabeceras,  para dar lugar a La Opinión-El Correo de Zamora.